# Gooik-Geraardsbergen-Gooik 2011
La 1re édition de Gooik-Geraardsbergen-Gooik a eu lieu le 2 juin 2011. La course fait partie du calendrier international féminin UCI 2012 en catégorie 1.2. L'épreuve est remportée par la Néerlandaise Marianne Vos.

## Récit de la course
Marianne Vos part seule à 90 km de l'arrivée et n'est plus reprise.

## Classements

### Classement final
| \| Classement général \| Classement général \| Classement général \| Classement général \| Classement général \| \| Coureur \| Coureur \| Pays \| Équipe \| Temps \| \| ------------------ \| ------------------- \| ------------------ \| ------------------------------- \| ------------------ \| \| 1re \| Marianne Vos \| Pays-Bas \| Nederland Bloeit \| 3 h 28 min 14 s \| \| 2e \| Marieke van Wanroij \| Pays-Bas \| Nederland Bloeit \| + 5 min 00 s \| \| 3e \| Amy Pieters \| Pays-Bas \| Skil-Argos \| + 5 min 06 s \| \| 4e \| Kirsten Wild \| Pays-Bas \| AA Drink-Leontien.nl \| + 5 min 43 s \| \| 5e \| Liesbet De Vocht \| Belgique \| Topsport Vlaanderen 2012-Ridley \| + 5 min 43 s \| \| 6e \| Martine Bras \| Pays-Bas \| Dolmans Landscaping \| + 5 min 43 s \| \| 7e \| Christine Majerus \| Luxembourg \| GSD Gestion \| + 5 min 43 s \| \| 8e \| Martina Zwick \| Allemagne \| Abus Nutrixxion \| + 5 min 43 s \| \| 9e \| Emma Johansson \| Suède \| Hitec Products-UCK \| + 5 min 43 s \| \| 10e \| Kaat Hannes \| Belgique \| Topsport Vlaanderen 2012-Ridley \| + 5 min 43 s \| |                     |            |                                 |                 |
| |                     |            |                                 |                 |
| |                     |            |                                 |                 |
| Classement général |                     |            |                                 |                 |
| Coureur | Coureur             | Pays       | Équipe                          | Temps           |
| 1re | Marianne Vos        | Pays-Bas   | Nederland Bloeit                | 3 h 28 min 14 s |
| 2e | Marieke van Wanroij | Pays-Bas   | Nederland Bloeit                | + 5 min 00 s    |
| 3e | Amy Pieters         | Pays-Bas   | Skil-Argos                      | + 5 min 06 s    |
| 4e | Kirsten Wild        | Pays-Bas   | AA Drink-Leontien.nl            | + 5 min 43 s    |
| 5e | Liesbet De Vocht    | Belgique   | Topsport Vlaanderen 2012-Ridley | + 5 min 43 s    |
| 6e | Martine Bras        | Pays-Bas   | Dolmans Landscaping             | + 5 min 43 s    |
| 7e | Christine Majerus   | Luxembourg | GSD Gestion                     | + 5 min 43 s    |
| 8e | Martina Zwick       | Allemagne  | Abus Nutrixxion                 | + 5 min 43 s    |
| 9e | Emma Johansson      | Suède      | Hitec Products-UCK              | + 5 min 43 s    |
| 10e | Kaat Hannes         | Belgique   | Topsport Vlaanderen 2012-Ridley | + 5 min 43 s    |